# Saint-Martin-du-Lac
Saint-Martin-du-Lac é uma comuna francesa na região administrativa de Borgonha-Franco-Condado, no departamento Saône-et-Loire. Estende-se por uma área de 13,63 km². Em 2010 a comuna tinha 253 habitantes (densidade: 18,6 hab./km²).